# Ophioneurus signatus
Ophioneurus signatus är en stekelart som beskrevs av Julius Theodor Christian Ratzeburg 1852. Ophioneurus signatus ingår i släktet Ophioneurus och familjen hårstrimsteklar. Inga underarter finns listade i Catalogue of Life.